# وولژسکویه (آستراخان)
وولژسکویه (به لاتین: Volzhskoye) یک منطقهٔ مسکونی در روسیه است که در استان آستراخان واقع شده‌است.